# Küblis (krets)
Küblis är en krets i distriktet Prättigau/Davos i den schweiziska kantonen Graubünden. Den ligger i övre delen av dalen Prättigau.
Kretsen bildades 1851 som en efterföljare till Klosters-Ausserschnitz, ett av de två geografiska områden som rättskretsen Klosters var indelat i. (Klosters-Innerschnitz motsvarar nuvarande kretsen Klosters). Klosters anslöts 1436 till Zehngerichtenbund och kom därmed att dela historia med nuvarande Graubünden. 
Även delar av den nuvarande kommunen Sankt Antönien (Ascharina och Rüti) hörde till Klosters-Ausserschnitz, men vid kretsindelningen 1851 tillföll dessa istället kretsen Luzein.
Den katolska läran i området utbyttes mot den reformerta under åren 1526-1530. Vid ungefär samma tid hade tyska språket helt tagit över, som en följd av att walsertyskar under ett par århundraden hade flyttat in från Klosters och Sankt Antönien, vilket lett till att det rätoromanska språket trängts undan.

## Indelning
Küblis är indelat i tre kommuner:
| Krets Küblis         | Krets Küblis         | Krets Küblis        | Krets Küblis |
| Vapen                | Kommun               | Invånare 2012-12-31 | Yta i km²    |
| -------------------- | -------------------- | ------------------- | ------------ |
| Conters im Prättigau | Conters im Prättigau | 225                 | 18,40        |
| Küblis               | Küblis               | 842                 | 8,14         |
| Saas im Prättigau    | Saas im Prättigau    | 741                 | 26,71        |